# عقب‌گرد
درباره چهره (به انگلیسی: About Face) نام دومین آلبوم سولوی دیوید گیلمور خواننده و گیتارنواز گروه موسیقی پینک فلوید است که در مارس (۱۹۸۴) عرضه شده است.
آلبوم با تهیه‌کنندگی مشترک میان گیلمور و باب ازرین منتشر شد.دو آهنگ «All Lovers Are Deranged» و «Love on the Air» را گیلمور با دوست قدیمی خود پت تاونشد ،عضو گروه د هو نوشته است.(گیلمور موسیقی و تاونشند شعر) و باقی آهنگ‌ها را گیلمور به تنهایی ساخت.در همان سال و بدنبال اختلاف در میان اعضای گروه پینک فلوید،راجر واترز دیگر عضو گروه پینک فلوید اولین آلبوم سولوی خود را با نام مزایا و معایب اتواستاپ زدن منتشر کرد.
آلبوم در مکان ۲۱ بریتانیا و ۳۲ آمریکا قرار گرفت ؛ گواهی طلایی را نیز توسط انجمن صنعت ضبط موسیقی آمریکا دریافت کرد.

## آهنگ‌های آلبوم
طرف اول
1. "Until We Sleep"
2. "Murder"
3. "Love on the Air"
4. "Blue Light"
5. "Out of the Blue"

طرف دوم
1. "All Lovers Are Deranged"
2. "You Know I'm Right"
3. "Cruise"
4. "Let's Get Metaphysical"
5. "Near the End"